# Dudás László
Dudás László (Bátor, 1935. május 24. – 2014. augusztus 25.) ipari formatervező, bélyegtervező magyar grafikusművész.

## Életpályája
1935. május 24-én született a Heves vármegyei Bátorban. Debrecenben érettségizett, mint gépésztechnikus. Az Iparművészeti Főiskolán 1962-ben diplomázott Dózsa Farkas András és Borsos Miklós tanítványaként. Az ipari formatervezőnek indult művész dunai szárnyashajók tervezésével kezdte pályáját. Később reklámgrafikával foglalkozott - többek között a Volán emblémáját és arculatát köszönhetjük neki -, s ennek során jutott el a bélyeghez. Miután kiderült, hogy rendelkezik azzal a nélkülözhetetlen speciális látásmóddal, ami ehhez a miniatűr alkotáshoz szükséges, a hetvenes évektől munkásságának egyik jelentős részévé vált a bélyegtervezés. Első megvalósult alkotása az 1973-ban megjelent Olimpiai érmesek sorozat volt, amely azzal a furcsasággal bír, hogy élő embereket mintázott meg. Holott már akkor sem, és ma sem számít mindennaposnak ez a megoldás. Persze, érthető a tartózkodás, hiszen múltunk történelme elég elrettentő példát adott a személyi kultuszról. De vajon ki az, aki valójában érdemesnek mutatkozik arra, hogy bélyegen is megörökítsék. Farkas Bertalan az első és máig egyetlen magyar űrhajós esetében a politikai és a közhangulat kétségbevonhatatlan és ritka összhangját fedezhettük föl. 
Dudás László vállalta, és a bélyegkatalógus szerkesztői is vállalták kiváló sportolóink nevét a sorozatnál. A későbbiekben aztán kialakult, hogy melyek illeszkednek legjobban az érdeklődéséhez, stílusához. Nem véletlen, hogy a műszaki és tudományos motívumok képezik tekintélyes bélyegtermésének vázát. Ezt a vonulatot a méterrendszer hazai bevezetésének centenáriumára kiadott sorozat indította 1976-ban, kocsi-, hajó- és repüléstörténeti szériák követték. De nem állt távol tőle a természet ábrázolása sem: tervezett bélyegeket lótenyésztésről és élőhelyeink védelméről, legszebb hazai barlangjainkról. Portréi közül kiemelhetjük a Luther-blokkot, a magyar tudomány jelesei közül Kármán Tódorról, Bay Zoltánról, Neumann Jánosról készült munkáit, de a 2006-os Kodály-kompozíciója is remekmű. 
A történeti hűségre törekvést, a tárgyi tévedések kizárását, az anakronizmus elkerülését különösen fontos szempontnak tartotta munkásságában, ezért hallatlan alapossággal nyomozta ki a témához illeszkedő relikviákat, korabeli illusztrációkat. Jó példa erre, a Bolyai Jánosról szóló bélyege (2002), amelyre nem erőszakolt nem létező alakot, hiszen mindmáig senki nem tudott előállni bizonyosan Bolyait ábrázoló portréval - sem festménnyel vagy rajzzal, sem fotográfiával. 
Életművének másik jelentős része a forgalmi bélyegek két szériája. Az 1986-ban útjára indított Kastélyok és az 1994-től ugyancsak több részben kiadott Magyar népművészet sorozat. Az utóbbi egy ritka kivétel a bélyegtervezők életében: alig van példa arra, hogy először a művész fejében, szívében megszületik a vágy, hogy valamilyen témából bélyeget készítsen, s arra a tervre a posta rábólintson. Ezúttal valahogy így történt. 
A reklámgrafikusi múlt jól kamatozott a bélyegtervezésben. Kimondottan jó volt például a logó típusú bélyegek tervezésében, ezért a postától több ilyen jellegű megbízást kapott: például Élelmezési világnap (1981), Energiatakarékosság (1984), TELECOM (1992), Magyarország a NATO tagja (1999).
Dudás Lászlóra jellemző volt szakmai nyitottsága, idejekorán megbarátkozott a számítógépes tervezéssel, így zökkenőmentesen folytatódott a manuális munkára épülő korszak után is karrierje. Lépést tartott az informatikai érában szocializálódott fiatal grafikusokkal. Olyannyira lényegesnek tekintette a számítógépes tudást a grafikai munkában, hogy önálló tematikus kiállítást is rendezett erről 1996-ban. Saját tapasztalatainak eredményeit tárta a látogatók elé, például a Népművészet sor szimmetriájának elkészítésében. 227 bélyeg hordozza magán a nevét.

## Hitvallása
Hitvallása szerint a bélyeg mindennapi használati tárgy, vagyis nem mindegy, hogy néz ki, illetve az ismeretterjesztés egyik különösen, szinte tudat alatt ható eszköze volt. Sok érdekes információt ad anélkül, hogy szándékoltan tanulni akarnánk általa. Ez viszont felelősséget ró a tervezőre, ezért törekedett a hitelességre minden részletében, ami a bélyegképen olvasható, látható. Tökéletesen példázza e törekvését az a megoldás, ahogyan a szarajevói téli olimpia előtt megjelent bélyegsoron és blokkon (1983) egy-egy jégtáncfigura pillanatképeinek folyamattá rendezésével valósághűen rekonstruálta a sportág szépségét és lényegét.

## Díjai, elismerései
- 1988-ban a mesterétől, Dózsa Farkas Andrásról elnevezett szakmai díjat kapta meg.
- 1990-ben Munkácsy-díjat kapott.
- Az év legszebb bélyege elismerést az 1993-as Mátyás király misekönyve-blokkal érdemelte ki.
- A Magyar Posta Művészeti Díját 1992-ben és 2004-ben is megkapta.

## Főbb bélyegtervei

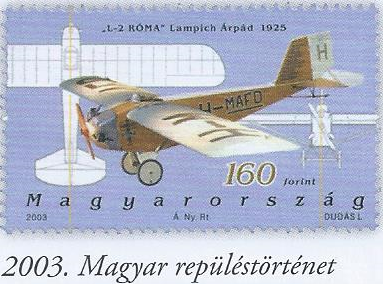